# New Harmony (Indiana)
New Harmony – miasto w Stanach Zjednoczonych, w stanie Indiana, w hrabstwie Posey.